# 개령서부초등학교
개령서부초등학교는 대한민국 경상북도 김천시에 있는 공립 초등학교이다.

## 학교 연혁
- 1946.10.01 개령서부학교 신룡분교장
- 1947.04.07 개령서부국민학교 승격
- 1982.03.01 개령서부국민학교 병설유치원 개원
- 1996.03.01 개령서부초등학교로 교명 변경
- 2012.03.01 제21대 이동항 교장 부임
- 2013.09.01 제22대 안규명 교장 부임
- 2014.02.14 제65회 졸업(총 4463명)
- 2015.02.13 제66회 졸업(총 4468명)
- 2015.03.01 제23대 김인환 교장 부임

## 참고 자료
- 개령서부초등학교 - 한국교육학술정보원 학교알리미